# Дел Сити (Оклахома)
Дел Сити (енгл. Del City) град је у америчкој савезној држави Оклахома.

## Демографија
По попису из 2010. године број становника је 21.332, што је 796 (-3,6%) становника мање него 2000. године.
| Група             | 2000.          | 2010.          |
| Белци             | 15.959 (72,1%) | 13.419 (62,9%) |
| Афроамериканци    | 3.106 (14,0%)  | 3.773 (17,7%)  |
| Азијати           | 349 (1,6%)     | 339 (1,6%)     |
| Хиспаноамериканци | 1.043 (4,7%)   | 1.544 (7,2%)   |
| Укупно            | 22.128         | 21.332         |